# Dennis Edwards
Dennis Edwards (Fairfield, 3 febbraio 1943 – Los Angeles, 1º febbraio 2018) è stato un cantante statunitense.

## Biografia
Interprete afroamericano di soul, entrò a far parte del gruppo The Temptations in sostituzione di David Ruffin e vi restò fino alla morte. La formazione incise canzoni funk e disco che spopolarono negli anni 70: due di esse, Cloud Nine e Papa Was A Rolling Stone, furono premiate col Grammy.
Edwards portò avanti anche una carriera da solista, culminata nel 1984 con una canzone che divenne hit internazionale: Don't Look Any Further, un duetto con Siedah Garrett.
Morì il 1º febbraio 2018 in un ospedale di Los Angeles, dove era ricoverato per le complicazioni dovute a una meningite che l'aveva colpito l'anno precedente.

## Vita privata
Era padre di Issa Pointer, una delle Pointer Sisters.